# Mareil-sur-Loir
Mareil-sur-Loir är en kommun i departementet Sarthe i regionen Pays de la Loire i nordvästra Frankrike. Kommunen ligger i kantonen La Flèche som tillhör arrondissementet La Flèche. År 2022 hade Mareil-sur-Loir 658 invånare.

## Befolkningsutveckling
Antalet invånare i kommunen Mareil-sur-Loir
| Referens: INSEE |